# Jolimetz Communal Cemetery
Jolimetz Communal Cemetery is een Britse militaire begraafplaats gelegen in de Franse plaats Jolimetz (Noorderdepartement). De begraafplaats wordt onderhouden door de Commonwealth War Graves Commission.
De begraafplaats telt een Brits graf uit de Eerste Wereldoorlog.